# US Open i tennis 2020
US Open i tennis 2020 var den 140:e upplagan av US Open i tennis, en tennisturnering i USA. Turneringen var årets andra Grand Slam-turnering och den spelades utomhus på hard court mellan den 31 augusti och 13 september 2020.

## Mästare

### Herrsingel
- Dominic Thiem besegrade  Alexander Zverev, 2–6, 4–6, 6–4, 6–3, 7–6(8–6)

### Damsingel
- Naomi Osaka  besegrade  Victoria Azarenka, 1–6, 6–3, 6–3

### Herrdubbel
- Mate Pavić /  Bruno Soares besegrade  Wesley Koolhof /  Nikola Mektić, 7–5, 6–3

### Damdubbel
- Laura Siegemund /  Vera Zvonareva besegrade  Nicole Melichar /  Xu Yifan, 6–4, 6–4